# Arthur da Silva Mariano
Arthur da Silva Mariano (Ilha Solteira, 2 de setembro de 1997) é um voleibolista brasileiro praticante das modalidade de vôlei de praia e vôlei de quadra, atuando na posição de ponta. Em dupla com Gustavo Carvalhaes (Guto), foi campeão do Circuito Brasileiro de Voleibol de Praia Masculino de 2020–21 sobre a dupla Adrielson e Renato Andrew no dia 28 de fevereiro de 2021.
Embora tenha nascido no estado de São Paulo, radicou-se em Mato Grosso do Sul, no município de Três Lagoas, onde começou conjuntamente nas modalidades de quadra e praia. Competiu em edições do Campeonato Brasileiro de Seleções (CBS) e e de etapas das categorias de base do Circuito Brasileiro de Vôlei de Praia, tendo sido bicampeão paulista juvenil e vice-campeão da Superliga B e da etapa de João Pessoa do Circuito Brasileiro. Entre 2013 e 2017, jogou pela equipe Vôlei Brasil Kirin, de Campinas (posteriormente Vôlei Renata). A partir de 2017, mudou para o vôlei de praia e passou a treinar na Associação Mariangaense de Vôlei de Praia (AMVP) a convite do técnico Robson Xavier. Na temporada 2018-2019, fez dupla com o baiano Adelmo e, pela primeira vez, ultrapassou a fase classificatória do Circuito Brasileiro Open. Em dupla com Adrielson, foi vice-campeão do SuperPraia 2019, em Brasília. Estreou a dupla com Guto no Circuito Brasileiro de Voleibol de Praia Masculino de 2020–21.